# 普拉瑟 (印地安納州克拉克縣)
普拉瑟（英語：Prather）是位於美國印地安納州克拉克縣的一個非建制地區。該地的面積和人口皆未知。

## 地理
普拉瑟的座標為38°22′54″N 85°41′34″W / 38.38167°N 85.69278°W，而該地的平均海拔高度為161米（即528英尺）。